# Бурлакич
Бурлакич — река в России, на Дальнем Востоке, протекает вдали от населённых пунктов на территории Северо-Эвенского района Магаданской области. Бурлакич левый приток Омолона, впадает в него на 1001 км от устья, общая протяжённость реки составляет 32 км. В реку впадают притоки Бурлакин, Первальный, Снежок, Шар, Мох.
Название в переводе с эвенск. Бурликич — «место сбора кремня».

## Данные водного реестра
По данным государственного водного реестра России относится к Анадыро-Колымскому бассейновому округу, речной бассейн реки — Колыма, речной подбассейн — Омолон. Водохозяйственный участок реки — река Омолон.